# بلال آيت مالك
بلال آيت مالك (بالفرنسية: Bilel Aït Malek)‏ هو لاعب كرة قدم فرنسي في مركز الوسط، ولد في 19 أغسطس 1996 في سان دوني في فرنسا. لعب مع نادي الملعب التونسي ونادي فيريا ونادي لانس و النادي الإفريقي التونسي

## وصلات خارجية
- بلال آيت مالك على موقع قاعدة بيانات كرة القدم.إي يو (الإنجليزية)
- بلال آيت مالك على موقع Soccerway.com (الإنجليزية)